# فوران جریانی

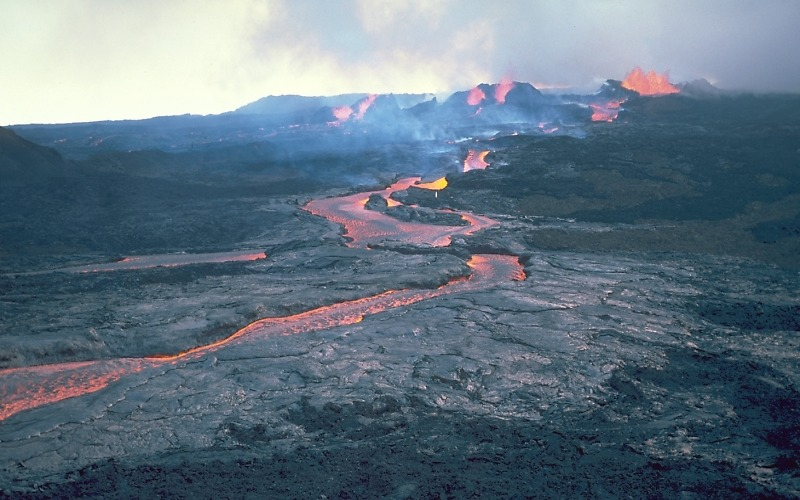
فوران جریانی گدازه در جزیره آآ در هاوایی. در سال ۱۹۸۴ میلادی.

فوران جریانی آتشفشانی نوعی فوران آتشفشانی است که در آن گدازه به‌طور پیوسته و آرام از یک آتشفشان بر روی زمین جاری می‌شود.

## بررسی اجمالی
دو گروه عمده از فوران آتشفشانی وجود دارد: فوران جریانی و انفجاری. در فوران جریانی، ماگما به شدت تکه‌تکه شده و به سرعت از آتشفشان خارج می‌شود. فوران‌های جریانی بیشتر در ماگماهای بازالتی دیده می‌شوند، اما در ماگماهای متوسط و فلسیک نیز رخ می‌دهند. این فوران‌ها جریان‌های گدازه‌ای و گنبدهای گدازه‌ای تشکیل می‌دهند که هر کدام از نظر شکل، طول و عرض متفاوت هستند. در اعماق پوسته زمین، گازها به دلیل فشارهای زیاد در ماگما حل می‌شوند، اما پس از صعود و فوران، فشار به سرعت کاهش می‌یابد و این گازها شروع به خارج شدن از ماده مذاب می‌کنند. فوران جریانی در آتشفشان‌ها زمانی که ماگمای در حال فوران، زیاد فرّار نباشد (آب، دی‌اکسید کربن، دی‌اکسید گوگرد، کلرید هیدروژن و فلوراید هیدروژن) و به این خاطر مانع قطعه قطعه شدن شود. این باعث می‌شود تا ماگمای تراوش‌کننده‌ای ایجاد شود که از دریچه آتشفشانی به بیرون روان می‌شود و به ناحیه اطراف می‌ریزد. . شکل جریان‌های گدازه‌ای پراکنده توسط نوع گدازه (یعنی ترکیب)، سرعت و مدت فوران، و نوع ناهمواری‌های زمین‌های اطراف تعیین می‌شود.